# Réserve de biosphère transfrontière des Vosges du Nord-Pfälzerwald
La Réserve de biosphère transfrontière des Vosges du Nord-Pfälzerwald est une réserve de biosphère transfrontière entre l'Allemagne et la France, comprenant les Vosges du Nord (Nordvogesen en allemand) en France et la forêt palatine (Pfälzerwald en allemand) en Allemagne, reconnue par l'Unesco le 8 décembre 1998,.

## Description
La Réserve de biosphère actuelle correspond à la fusion de deux anciennes Réserves, la Réserve de biosphère des Vosges du Nord créée en 1989 et la Réserve de biosphère du Palatinat créée en 1993. Elle s'étend sur un territoire de 3 062 km2, 1 785 km2 sur le territoire allemand et 1 277 km2 sur le territoire français.
On dénombre une population de 335 175 habitants environ, 253 390 pour la partie allemande de la Réserve contre un peu plus de 81 785 côté français en 2018. Cette différence de population ne se retrouve pas au niveau du nombre de communes puisqu'il en existe 142 côté allemand contre 111 côté français  pour un total de 253 communes. La densité de population moyenne, avec un peu plus de 76 habitants au kilomètre carré est assez faible pour une région d'Europe occidentale, même si elle est plus importante du côté allemand (89 hab./ km2) que du côté français (59 hab./ km2)[réf. nécessaire].
La gestion de la Réserve est collaborative entre les deux pays, elle est déléguée a un comité de coordination composé de représentants des deux pays (le syndicat de coopération du Parc naturel régional des Vosges du Nord, côté français, et la Biosphärenreservat Pfälzerwald-Nordvogesen, côté allemand), présidé par alternance tous les deux ans par un élu français ou allemand.
L'essentiel du territoire de la Réserve est occupé par des vastes forêts qui couvrent la quasi-totalité du massif montagneux « Vosges-Pfalz ». À elle seule, la forêt représente près de 74 % de la superficie de la Réserve. Face à cette prépondérance naturelle, la portion urbanisée du territoire de la Réserve n'est que de 5 %[réf. nécessaire].
Cet ensemble géographique, qui constitue la plus vaste entité forestière d'Europe occidentale, demeure la zone la moins peuplée[réf. nécessaire]. Ces conditions ont favorisé en partie la conservation d'un patrimoine naturel riche et diversifié. Le patrimoine culturel n'est pas en reste, puisque la région de la Réserve de biosphère transfrontière, avec plus de 95 châteaux forts fait partie des régions où l'on trouve la plus forte densité de ces témoins de notre passé historique[réf. nécessaire].

## Nature sans frontière

### Points communs
Les Vosges du Nord et le Pfälzerwald ont de nombreux points communs sur le plan écologique et paysager. Les deux territoires partagent trois mots-clés : le grès, l'eau et la forêt. Le substrat géologique (grès vosgien) est identique et explique l'importance du couvert forestier sur les deux territoires. La forêt est également dominée par trois essences, le hêtre, le pin sylvestre et le chêne. Le relief est assez identique même si l'altitude moyenne du Pfälzerwald est supérieure aux Vosges du Nord. De Saverne à Kaiserslautern, on voit des montagnes entaillées de vallées parcourues de ruisseaux sur grès et ponctuées d'étangs artificiels. Dans les deux cas également, on relève la présence de nombreux châteaux médiévaux dominant les sommets ainsi que des rochers ruiniformes.
Au niveau du patrimoine naturel, de nombreuses espèces remarquables sont communes comme le faucon pèlerin (Falco peregrinus), le hibou grand-duc (Bubo bubo), la barbastelle (Barbastella barbastellus), le lycopode petit cyprès (Diphasiastrum tristachyum), le botryche à feuilles de camomille (Botrychyum matricariifolium) et le lynx (Lynx lynx) qui ignore les frontières.

### Spécificités
Parmi les spécificités sur le plan du patrimoine naturel, les Vosges du Nord possèdent des landes acides à Thymélée des Alpes (Daphne cneorum) et des pelouses à Corynéphore (Corynephorus canescens) sur le terrain du camp militaire de Bitche. 
La Pfälzerwald a, pour sa part, un vignoble sur son versant oriental. C'est là dans les vignes en friches et les vergers traditionnels que le bruant zizi (Emberiza cirlus) possède ses seuls sites de nidification en Allemagne.

## Milieu physique
La diversité des paysages et des milieux naturels du territoire de la Réserve s'explique par les facteurs géologiques, climatologiques, hydrologiques et biogéographiques.

### Géologie
Les formations gréseuses du grès bigarré, déposées voici quelque 200 millions d'années, au début de l'ère secondaire, forment l'élément géologique dominant. Plus ou moins résistants à l'érosion, ces grès se révèlent dans le paysage par leurs formes de table et d'escarpement ruiniforme. Ces éléments marquants, souvent coiffés par les ruines de châteaux forts féodaux, dominent un enchevêtrement de vallées forestières étroites, aux fonds plats et humides. Ce massif gréseux est encadré par des formations sédimentaires à dominante calcaire. Le relief s'y adoucit et la forêt cède la place aux cultures de piémont. Un fort contraste s'exprime ainsi entre la grande partie centrale des affleurements gréseux et les bordures calcaires du piémont.

### Hydrographie
Le massif montagneux constitue un château d'eau où naissent de nombreux cours d'eau. Une partie des eaux de précipitations pénètre dans le grès, roche perméable, avant d'être restituée sous forme de sources à la faveur d'une pente et d'une vallée, alimentant certains étangs. L'omniprésence de l'eau explique l'importance des ruisseaux, étangs, tourbières et autres marais sur le territoire de la Réserve.

### Climatologie
La région de la Réserve jouit d'un climat tempéré à tendance continentale très nette. Des micro-climats existent et sont liés aux expositions et à la topographie. Ainsi, le caractère très continental du climat du Pays de Bitche, où les masses d'air froid peuvent stagner dans les fonds de vallées en forme de cuvettes, se traduit par des gelées tardives et des risques de sécheresse estivale. La climatologie permet donc d'expliquer la présence de tourbières et de milieux forestiers d'affinités continentales.

### Biogéographie
La biogéographie étudie l'origine et la répartition des espèces. Les milieux de la Réserve possèdent, de par leur situation géographique des caractères « nordiques ». On ne s'étonnera pas de la présence d'espèces nordiques ou boréo-continentales, véritables indicateurs de l'intérêt biogéographique de cette région. Ces espèces continentales côtoient celles d'origine atlantique.
Ainsi, les caractères naturels de ce territoire expliquent parfaitement la grande valeur biologique et scientifique de sa flore, de sa faune et des milieux qui les abritent.

## Patrimoine naturel
La Réserve de biosphère Vosges du Nord - Pfälzerwald est composée d'une mosaïque de milieux naturels qui abritent une faune et flore riches et variées. Chaque espèce occupe un milieu susceptible de subvenir à ses besoins et à ses exigences. Milieux et espèces sont donc intimement liés, ils forment un tout.

### Milieux forestiers
Les milieux forestiers occupent plus de 70 % de la surface de la Réserve de biosphère transfrontière. Ils couvrent la quasi-totalité du massif montagneux du territoire. Ils sont majoritairement composés de hêtres, pin sylvestre et chêne.
Exploités plus intensivement par les hommes depuis le XVIIe siècle, ils abritent cependant de nombreux sites reconnus et protégés pour leur diversité et leurs richesses naturelles. La forêt de la Réserve de biosphère peut prendre plusieurs visages.
Selon l'association Francis Hallé pour la forêt primaire, qui milite en faveur de la recréation d'une forêt primaire en Europe, la Réserve de biosphère transfrontière Vosges du Nord - forêt palatine constituerait le cadre idéal, notamment en vertu de son caractère transfrontalier,. Rewilding Europe, qui œuvre en faveur du réensauvagement, s'intéresse tout particulièrement à la réintroduction du lynx dans la Réserve de biosphère.

#### Les aulnaies
Les aulnaies se développent naturellement sur les alluvions en bordure des ruisseaux. En amont des vallées, on trouve des aulnaies sur sphaignes (mousses des lieux très humides et acides) alors que plus en aval on peut rencontrer des aulnaies-frênaies, forêts alluviales.
Dans ces forêts marécageuses poussent certaines plantes remarquables comme la Calla des marais (Calla palustris), la fougère des marais, la prêle d'hiver et de nombreuses espèces de laîches.	
Au niveau de certaines sources du grès vosgien, une fougère atlantique se développe, l'osmonde royale (Osmunda regalis), ainsi que la salamandre tachetée (Salamandra salamandra).
Une espèce plus répandue macule le fond de vallée de jaune, le populage des marais (Caltha palustris).

### Aménagements
Alsace Nature apporte son soutien à la section régionale du Bund für Umwelt und Naturschutz de Rhénanie-Palatinat, qui s'oppose à la mise aux normes autoroutières de la route nationale allemande B10 entre Pirmasens et Landau, en plein cœur de la Réserve de biosphère.
La passerelle à gibier négligemment jetée au-dessus de l'autoroute A4 dans la traversée des Vosges ne sert qu'aux randonneurs, et pas à la faune sauvage. Elle a été mal conçue, et ne permet pas l'échange de population entre le Sud du massif, d'une part, et les Vosges du Nord et le Palatinat, d'autre part.

## La Réserve de biosphère au fil du temps

### Terres d'échanges et de conflits
Quelques traces attestent de la présence humaine dans les Vosges du Nord et le Pfälzerwald dès la Préhistoire, et notamment au mésolithique. Les Médiomatriques, puis les Triboques et les Némètes s'installent progressivement et construisent des cités sur les hauteurs.
Entre 58 et 52 av. J.-C., les Romains envahissent la région tout en laissant les peuples gaulois et germaniques en place. C'est une période de développement et d'aménagement avec la construction de routes, de cités et la colonisation des terres, au cours de laquelle furent construits de nombreux châteaux forts comme le Trifels ou le château de Landeck. Simultanément se développe la civilisation des sommets de la Réserve : les habitants s'installent sur les hauteurs et y développent une activité forestière et agricole comme en témoigne le site du Wasserwald (proche de Saverne) par exemple.
Du IIe siècle au IVe siècle, les tribus germaniques vont mener de nombreux raids. En 450, les Romains quittent définitivement la région, laissant la place aux Francs.
Le christianisme s'installe progressivement dans le territoire à partir du VIIIe siècle. En 925, la fondation du Saint-Empire romain germanique par Othon Ier rassemble les deux territoires Vosges du Nord et Palatinat sous une même entité.
La période médiévale se caractérise par un découpage du territoire en de nombreuses petites entités dépendant de familles nobles comme les Hanau-Lichtenberg ou les Deux-Ponts-Bitche par exemple. À cette période, les abbayes comme celles de Neuwiller, Sturzelbronn, Eusserthal, Kaiserslautern ou Wissembourg jouent un rôle essentiel : pôle agricole et économique, ce sont aussi des lieux de spiritualité et de culture. La Réforme se développe à la suite de la publication des ouvrages de Luther en 1519 et des seigneurs s'y rallient progressivement avec leurs sujets.
En 1525, la guerre des Paysans est un mouvement de révolte des « Rustauds », mécontents de leur situation matérielle et sociale. Il sera écrasé dans le sang, par les troupes du duc de Lorraine, notamment à Saverne où 18 000 hommes seront tués.
Durant la guerre de Trente Ans, conflit européen de 1618 à 1648, les Vosges du Nord vont être régulièrement le théâtre d'affrontements. Pillée, victime de la peste et de la famine, cette guerre marque la fin d'une période de prospérité pour la région.
En 1648, les Vosges du Nord deviennent françaises, les terres qui constituaient à l'origine la Pfälzerwald devaient, par la suite, être également occupées par les troupes françaises. Mais exsangue, la région doit être repeuplée, et il faudra bien des années pour qu'elle retrouve sa prospérité.

### Guerres et changements de nationalités
Les incessantes guerres sous la Révolution française puis sous l'Empire provoquèrent de très nombreux mouvements de troupes sur le territoire de la Réserve. Landau in der Pfalz et les cantons au nord de la Lauter firent partie du Bas-Rhin durant le Premier Empire.
Des places fortes, telles que Phalsbourg ou Landau seront amenées à se défendre notamment en 1814 et 1815. Les romans d'Erckmann-Chatrian nous racontent la vie des gens de cette région durant ces périodes mouvementées.
Face à l'attitude prussienne et à la suite des événements liés à la succession du trône d'Espagne, Napoléon III déclare la guerre à la Prusse le 19 juillet 1870.
Cette guerre, la première franco-allemande avec le ralliement des autres pays allemands à la cause de la Prusse, débute le 4 août 1870 par une première défaite française à Wissembourg.
Mac Mahon commandant des troupes françaises se replie avec ses troupes autour de Frœschwiller. C'est entre Wœrth, Frœschwiller et Morsbronn que va se dérouler la terrible et sanglante bataille du 6 août 1870, bataille de Wœrth pour les Allemands, plus connue sous le nom de bataille de Reichshoffen, ville d'où est parti le télégramme annonçant la défaite.
À la suite de la défaite française l'unité allemande est constituée par le traité de Versailles le 18 janvier 1871. Autre conséquence, l'Alsace-Lorraine est rattachée à l'Allemagne, et devient le Pays d'Empire (Reichsland) d'Alsace-Lorraine jusqu'en 1918.
Les combats de la Première Guerre mondiale, s'ils ne se déroulent pas sur le territoire de la Réserve, sont meurtriers pour ses habitants appelés sur les champs de bataille.
Pour faire face aux menaces de Guerre les gouvernements français et allemands se lancent dans la construction de gigantesques murailles : la ligne Maginot, du nom du Ministre de la Guerre qui a porté ce projet et son équivalent allemand le Westwall. Les vestiges de ces fortifications sont toujours très présents dans le paysage.

## Galerie

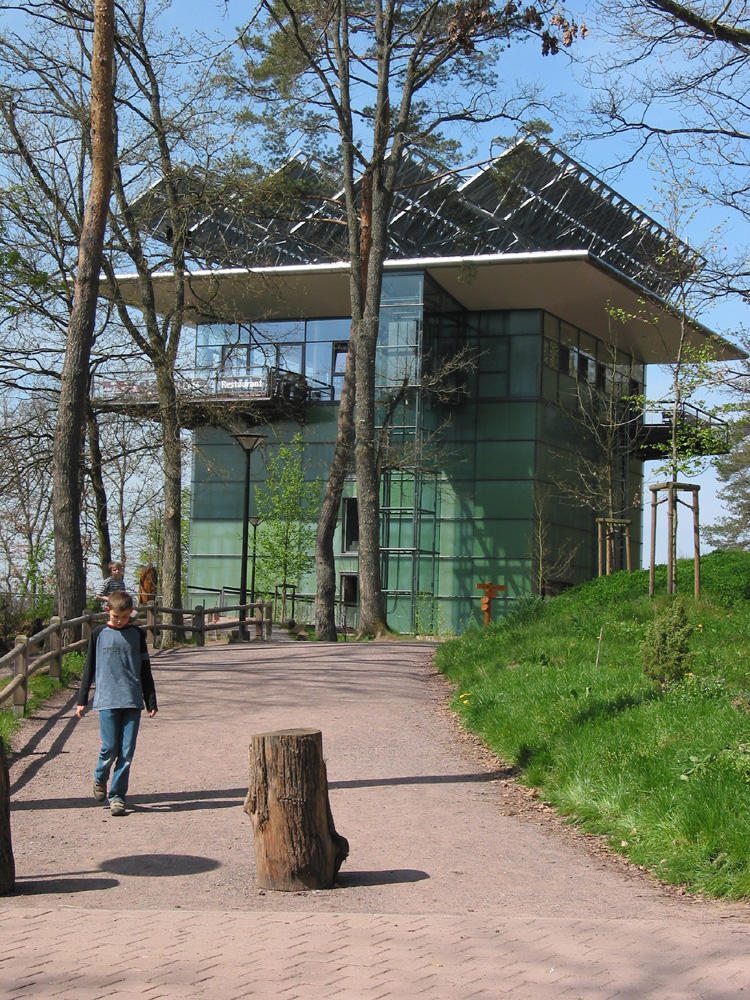
Maison de la Biosphère à Fischbach bei Dahn, fermée depuis 2022.
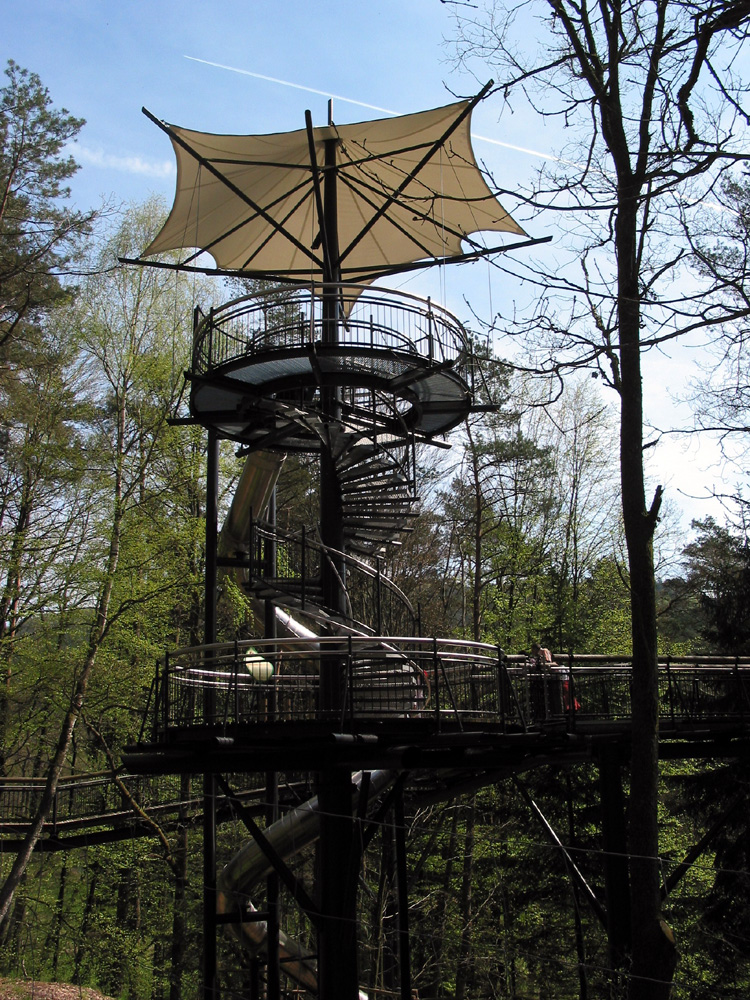
Plateformes sur le chemin de Baumwipfel
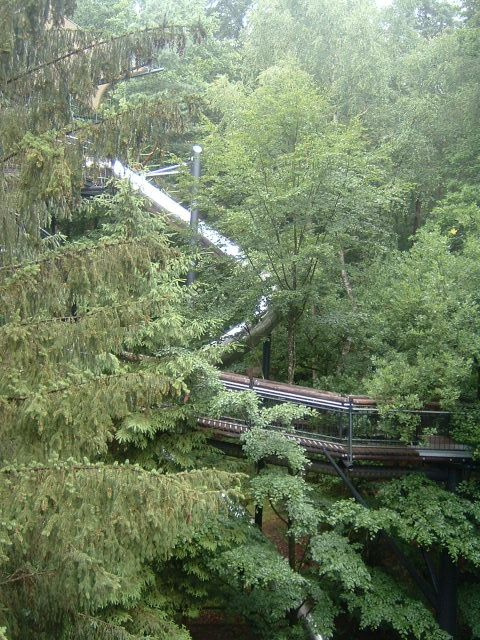
Vue en contrebas depuis le chemin de Baumwipfel
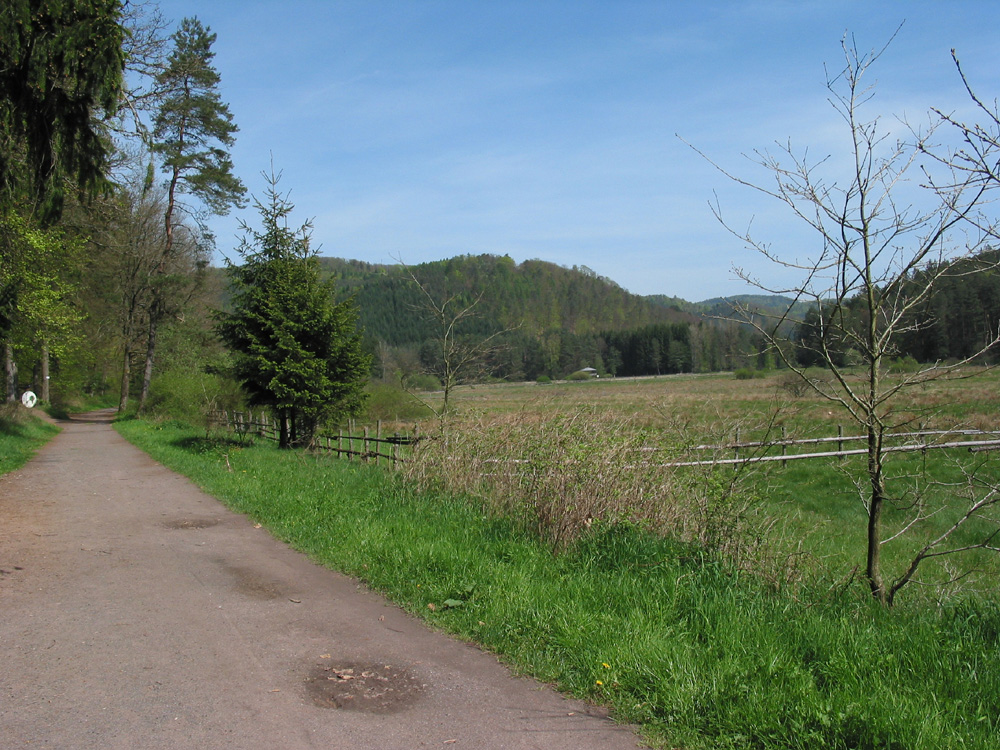
Chemin à Fischbach
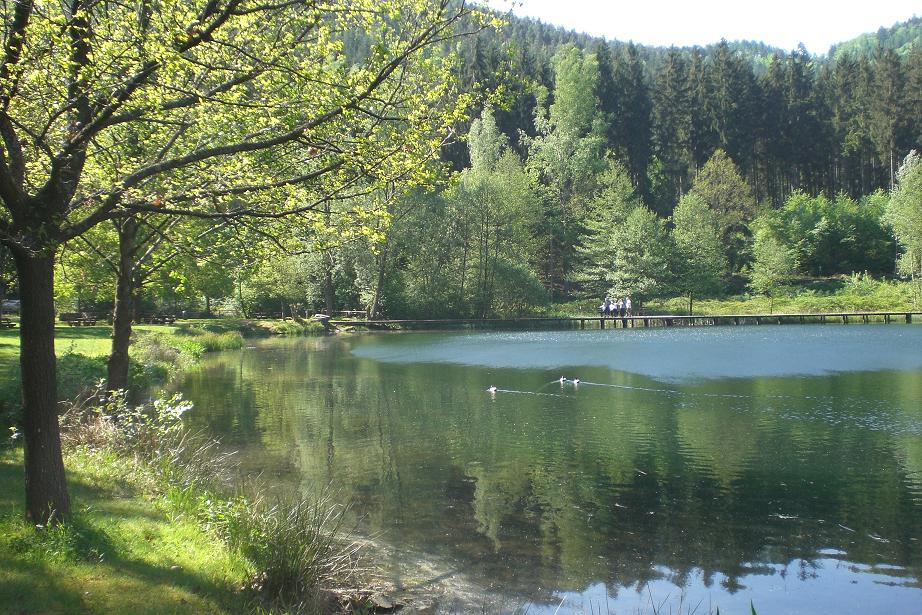
Lac Helmbachweiher